# Brachionus spatiosus
Brachionus spatiosus är en hjuldjursart som beskrevs av Rousselet 1912. Brachionus spatiosus ingår i släktet Brachionus och familjen Brachionidae. Inga underarter finns listade i Catalogue of Life.